# Delarbrea
Delarbrea là một chi thực vật có hoa trong họ Myodocarpaceae.

## Loài
Chi này gồm các loài:
- Delarbrea balansae (Baill.) Lowry & G.M.Plunkett, 2004
- Delarbrea collina Vieill., 1865
- Delarbrea harmsii R.Vig., 1925
- Delarbrea longicarpa R.Vig., 1925
- Delarbrea michieana (F.Muell.) F.Muell., 1889
- Delarbrea montana R.Vig., 1925
  - Delarbrea montana subsp. arborea (R.Vig.) Lowry, 1986
- Delarbrea paradoxa Vieill., 1865